# Codăești
Codăești est une commune de Roumanie située dans le județ de Vaslui, en Moldavie.
La commune est composée de quatre villages : Codăești, Ghergheleu, Pribești et Rediu Galian.